# Mistrzostwa Europy w Piłce Nożnej 1960/Finał
Finał Mistrzostw Europy 1960, formalnie pod nazwą Puchar Europy Narodów 1960 odbył się 10 lipca 1960 roku o godzinie 21:30 na stadionie Parc des Princes w Paryżu, stolicy Francji. Zmierzyły się w nim reprezentacja Związku Radzieckiego z reprezentacją Jugosławii. Sędzią meczu finałowego został Anglik, Arthur Edward Ellis. Pierwszym, historycznym mistrzem Europy zostali reprezentanci ZSRR, którzy pokonali Jugosłowian 2:1 po bramkach Slawy Metreweliego i Wiktora Poniedielnika. Jedynego gola dla gości w tym spotkaniu zdobył Milan Galić.

## Uczestnicy

### Droga do finału
| ZSRR           | ZSRR     | ZSRR                                             | Runda                 | Jugosławia | Jugosławia | Jugosławia                                                            |
| -------------- | -------- | ------------------------------------------------ | --------------------- | ---------- | ---------- | --------------------------------------------------------------------- |
| Przeciwnik     | Wynik    | Strzelcy                                         | Runda                 | Przeciwnik | Wynik      | Strzelcy                                                              |
| Węgry          | 3:1      | Anatolij Iljin, Slawa Metreweli, Walentin Iwanow | 1/8 finału – 1 mecz   | Bułgaria   | 2:0        | Milan Galić, Lazar Tasić                                              |
| Węgry          | 1:0      | Jurij Wojnow                                     | 1/8 finału – 2 mecz   | Bułgaria   | 1:1        | Muhamed Mujić                                                         |
| Hiszpania      | walkower | –                                                | Ćwierćfinały – 1 mecz | Portugalia | 1:2        | Borivoje Kostić                                                       |
| Hiszpania      | walkower | –                                                | Ćwierćfinały – 2 mecz | Portugalia | 5:1        | Dragoslav Šekularac, Zvezdan Čebinac, Borivoje Kostić x2, Milan Galić |
| Czechosłowacja | 3:0      | Walentin Iwanow x2, Wiktor Poniedielnik          | Półfinały             | Francja    | 5:4        | Milan Galić, Ante Žanetić, Tomislav Knez, Dražan Jerković x2          |

## Mecz
| 10 lipca 1960 21:30 CEST | ZSRR · Metreweli 49' · Poniedielnik 113' | 2:1 dogr.(0:1)Raport | Jugosławia · 43' Galić | Parc des Princes, Paryż Widzów: 17 966 Sędzia: Arthur Edward Ellis |
|                          |                                          |                      |                        |                                                                    |

| 1                | Lew Jaszyn          |
| 2                | Giwi Czocheli       |
| 4                | Anatolij Krutikow   |
| 3                | Anatolij Maslonkin  |
| 5                | Jurij Wojnow        |
| 6                | Igor Netto (k.)     |
| 8                | Walentin Iwanow     |
| 7                | Slawa Metreweli     |
| 9                | Wiktor Poniedielnik |
| 10               | Walentin Bubukin    |
| 11               | Micheil Meschi      |
| Trener:          |                     |
| Gawriił Kaczalin |                     |

| 1                                                    | Błagoja Widiniḱ      |
| 2                                                    | Vladimir Durković    |
| 5                                                    | Jovan Miladinović    |
| 3                                                    | Fahrudin Jusufi      |
| 4                                                    | Ante Žanetić         |
| 6                                                    | Željko Perušić       |
| 7                                                    | Željko Matuš         |
| 10                                                   | Dragoslav Šekularac  |
| 8                                                    | Dražan Jerković      |
| 9                                                    | Milan Galić          |
| 11                                                   | Borivoje Kostić (k.) |
| Trenerzy:                                            |                      |
| Ljubomir Lovrić Dragomir Nikolić Aleksandar Tirnanić |                      |

ZSRR
PIERWSZY TYTUŁ